# Idaea consanguinaria
Idaea consanguinaria är en fjärilsart som beskrevs av Lederer 1853. Idaea consanguinaria ingår i släktet Idaea och familjen mätare. Inga underarter finns listade i Catalogue of Life.